# Cassina de’ Pecchi
Cassina de’ Pecchi település Olaszországban, Lombardia régióban, Milánó megyében. Lakosainak száma 13 948 fő (2023. január 1.). Cassina de’ Pecchi Bussero, Cernusco sul Naviglio, Gorgonzola, Melzo és Vignate községekkel határos.

## Népesség
A település lakossága az elmúlt években az alábbi módon változott:
| Lakosok száma | 13 419 | 13 765 | 13 849 | 13 948 |
|               | 2013   | 2017   | 2018   | 2023   |